# Jean-Baptiste Olivier
Pour les articles homonymes, voir Olivier (homonymie).
Ne doit pas être confondu avec Jean-Baptiste Olivier (homme politique).
Jean-Jacques Olivier, dit Jean-Baptiste Olivier, né le 29 décembre 1765 à Strasbourg et mort en service le 27 septembre 1813 à Witternesse, est un général français de la Révolution et de l'Empire.

## Biographie
Fils de Jean-Baptiste Olivier (officier du régiment d'Aquitaine) et de Louise Weisbrod, il naît sous les drapeaux du régiment.
Entré dans la carrière des armes le 1er juillet 1770 en qualité de soldat dans le 35e régiment, ci-devant Aquitaine, il est fait caporal, sergent, adjudant-major, chef de bataillon, puis général de brigade le 19 septembre 1793. Le 26 juin 1794 il monte dans le premier aérostat qui est lancé avant la bataille de Fleurus, il commande une brigade pendant cette journée, et y mérite de tels éloges que, pour en conserver le souvenir, il fait donner à son fils le nom de Fleurus. Le général Olivier commande en l’an IV la cavalerie de la division Grenier.
Au nombre des faits d’armes qui l'ont distingué, on peut citer le passage de la Lahn, où il charge l’arrière-garde ennemie, la culbute, la poursuit avec impétuosité et lui fait 130 prisonniers ; le combat de Rauch-Eberach où, chargé par le général Jourdan de débusquer un corps ennemi, il se précipite à l’instant sur lui, le bat et le met en fuite ; la prise et le combat de Subbach, où il s’établit, puis contraint l’ennemi de se retirer et d’aller chercher un refuge derrière les rochers. On cite la brillante défense de la tête du pont de Neuwied qu’il fait à l’armée de la Moselle en octobre 1796 ; la prise audacieuse des redoutes et du village de Bendorff, où il se signale en avril 1797 à l’armée de Sambre-et-Meuse, celle plus importante et plus difficile de Wetzlar, qu’il fait avec sa brigade seule en avril 1797. On cite encore les succès qu’il obtient avec sa division en 1798 sur les rebelles de la Calabre, qu’il bat et disperse complètement après leur avoir pris 35 000 fusils ; et les services qu’il rend à l’armée lors de la retraite dirigée par Macdonald. Ce dernier fait d’armes lui vaut le grade de général de division le 22 mai 1799. On cite enfin les prodiges de valeur que fait le général Olivier à la Bataille de La Trébie les 30 prairial et 1er messidor an VII (18-19 juin 1799) où sa division appuie la gauche de la ligne de bataille, et où il a une jambe emportée par le dernier boulet français au moment où il prodigue ses soins aux blessés sur le champ de bataille. 
Lorsqu’il est de retour en France et en état de reprendre du service, le premier Consul lui confie une inspection générale le 21 pluviôse an VIII (10 février 1800), et il s’acquitte de ces nouvelles fonctions de 1800 jusqu’à la suppression du comité central des revues en 1806. Il a développé dans ce comité le caractère franc, ferme et judicieux qu’il a toujours eu, et il s’y est acquis l’estime et l’attachement de ses collègues et de ses subordonnés.
Dans le mois de floréal an X, il part pour l’Étrurie, se rend dans la République italienne en l’an XII. Le 24 prairial an XII (13 juin 1804) il rencontre un parti autrichien à San-Veneizo, le charge jusqu’à un mille de Modène, le culbute et lui fait un grand nombre de prisonniers. Le 30, il est blessé en combattant courageusement près de Plaisance. Il est mis en disponibilité en l’an XIII et commande la 20e division militaire. Le général Olivier est à cette époque baron de l'Empire, grand officier de la Légion d’honneur, chevalier de l’ordre de la Couronne de Fer.
Le 4 avril 1809 il reçoit le commandement de la 16e division militaire, est employé près du corps d’armée rassemblé sur l’Escaut le 8 août, sert à l’armée du Nord le 26 septembre de la même année, et se rend à Lille, chef-lieu de son gouvernement. Il est en tournée pour le service de sa division lorsqu’il meurt au château de Saint-André à Witternesse le 27 septembre 1813. La ville entière accompagne son cercueil à sa dernière demeure.
Il apparaît sur la 7e colonne de l'Arc de Triomphe à Paris. Son nom figure sur la liste de généraux d'empire en façade du mess des officiers place Broglie à Strasbourg.

## Famille
Jean-Baptiste Olivier s'est marié en 1789 avec Marie Anne Lambert dont il a neuf enfants, dont Joseph Dagobert Olivier, député de Calais de 1830 à 1848 et Cécile Catherine Olivier (1790-1867), mariée en 1811 à l'officier néerlandais Carel Sirardus Willem van Hogendorp.

Portraits de la famille Olivier au musée de Rotterdam
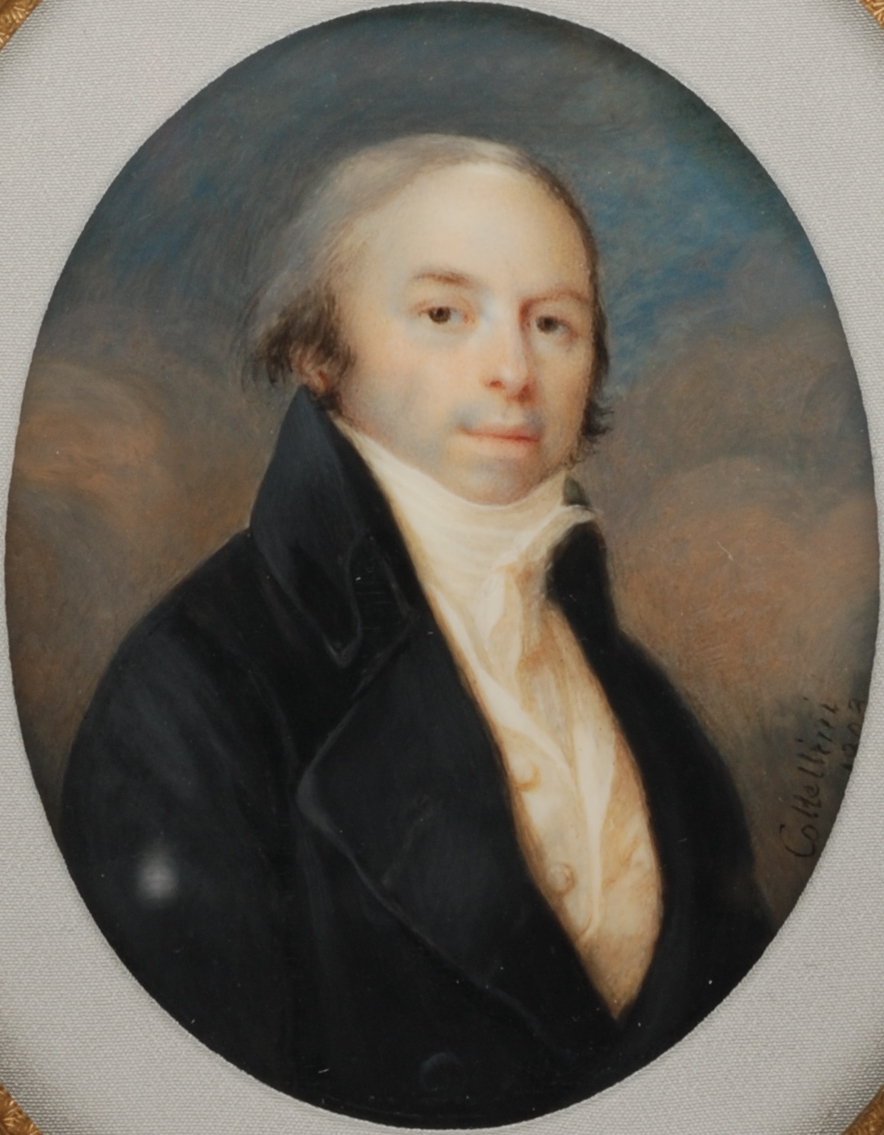
Jean-Baptiste, baron Olivier, miniature sur ivoire de Constantina Cortellini, 1803
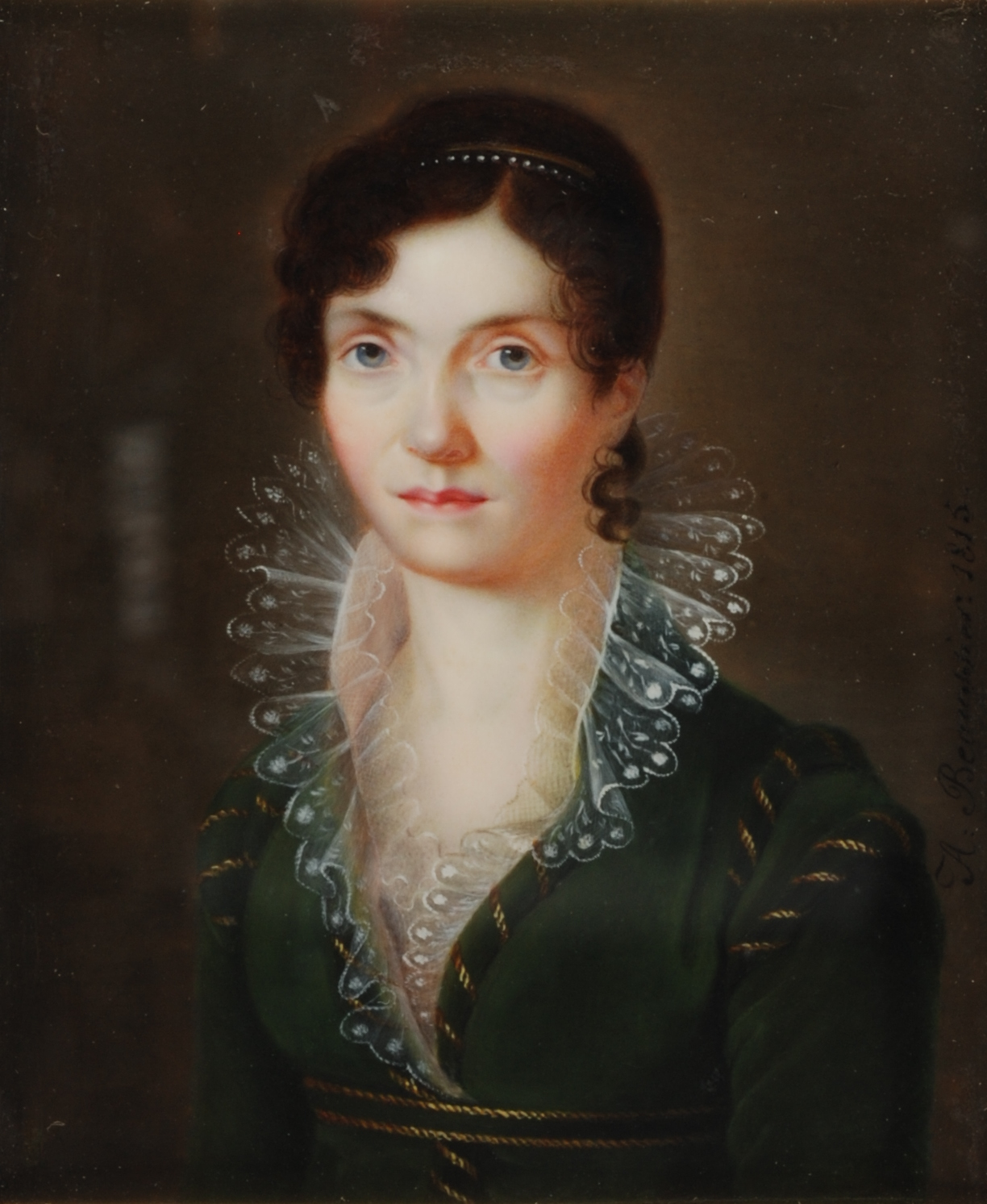
Marie Anne Lambert, baronne Olivier, miniature sur ivoire de A. Beaussier, 1815
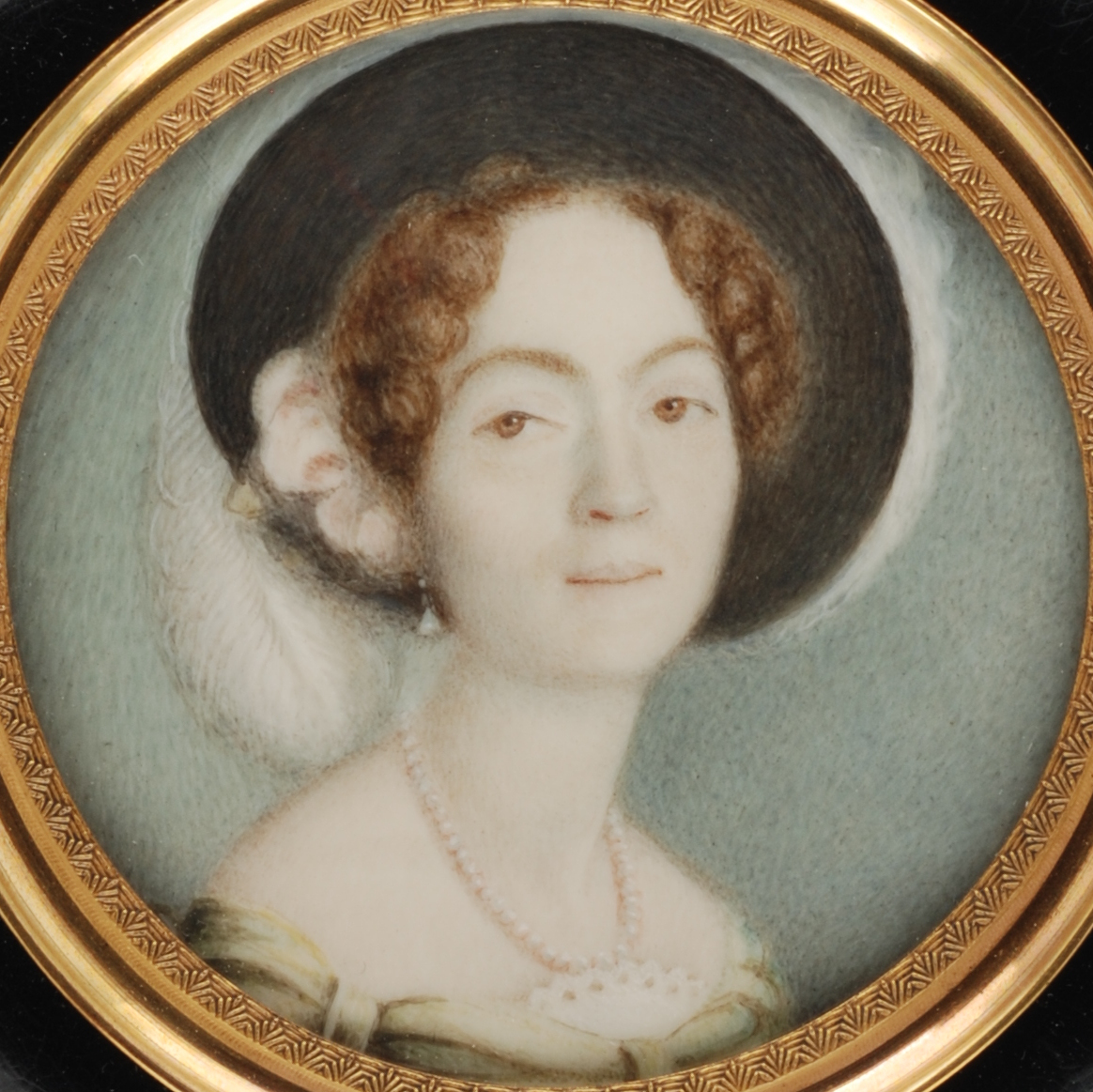
Cécile Catherine Olivier, comtesse van Hogendorp, miniature sur ivoire, années 1820

## États de service

### Durant l'Ancien Régime
- 1er juillet 1770 : Enfant de troupes au Régiment d'Aquitaine (35e Régiment d'Infanterie de la Révolution)
- 25 décembre 1781 : S'enrôle pour huit ans dans le Régiment d'Aquitaine
- 1er octobre 1782 : Nommé Caporal dans le Régiment d'Aquitaine
- 15 avril 1786 : Nommé Sergent dans le Régiment d'Aquitaine

### Durant la Révolution française
- 6 janvier 1790 : Obtient son congé du Régiment d'Aquitaine
- 25 août 1791 : Nommé adjudant-major au 4e bataillon de volontaires de la Moselle
- 15 juin 1792 : Nommé chef de bataillon à l'armée de la Moselle
- 19 septembre 1793 : Nommé général de brigade
- 5 novembre 1793 : Nommé commandant de la 1re brigade de la 2e division (Lequoy)
- 28 novembre 1793 : Se distingue à la bataille de Kaiserslautern
- 1er décembre 1793 : Suspendu de ses fonctions et mis en état d'arrestation au motif de pillage
- 8 avril 1794 : Remis en activité après jugement au sein de l'armée du Nord
- 8 juin 1794 : Est affecté à la division Championnet
- 26 juin 1794 : Participe à la bataille de Fleurus
- 28 juin 1794 : Est affecté à l'Armée de Sambre-et-Meuse jusqu'en 1798

### Durant le Directoire
- 10 juillet 1796 : Participe à la victoire lors du Combat de Friedberg.
- 18 avril 1797 : Nommé commandant de la 3e division du corps du centre de Sambre et Meuse au moment du passage du Rhin à Neuwied
- 14 décembre 1797 : Nommé commandant de la 5e division de l'armée de Mayence
- 1798 : Sort victorieux des rebelles de la Calabre,
- 22 mai 1799 : Nommé général de division à titre provisoire
- 18-19 juin 1799 : participe brillamment à la Bataille de la Trebbia (1799) au cours de laquelle il est grièvement blessé.

### Durant le Consulat
- 27 avril 1802 : Nommé général de division à titre définitif

### Durant leIerEmpire
- 4 avril 1809 : Nommé commandant de la 16e division militaire
- 8 août 1809 : Employé près du corps d’armée rassemblé sur l’Escaut
- 26 septembre 1809 : Sert à l’armée du Nord, et se rend à Lille, chef-lieu de son gouvernement.
- 27 septembre 1813 : Mort en service au château de Saint-André, à Witternesse

## Distinctions honorifiques
- Grand officier de la Légion d'honneur le 14 juin 1804 ;
- Chevalier de l’Ordre de la Couronne de fer ;
- Baron de l'Empire par décret du 15 août 1810 et lettres patentes du 19 janvier 1811.

## Armoiries
| Figure | Blasonnement |
|        | Armes du baron Jean-Baptiste Olivier et de l'Empire D'or à un olivier terrassé de sinople brochant sur un buisson de bruyère du même ; au canton des barons militaires brochant. Armes parlantes (L'Olivier). |